# Кудрявцев Петро Павлович
Петро́ Па́влович Кудря́вцев (1868, Алєксєєвське Тульської губернії — липень 1940, Київ) — магістр богослов'я, професор Київської духовної академії, член Київського релігійно-філософського товариства. Член Всеукраїнського православного церковного собору 1918.
Жертва сталінського терору.

## Життєпис
Народився в родині священника. Початкову освіту здобув у Єфремовському духовному училищі.
Навчався в Київській духовній академії (1888–1892 рр.). 1897 року посів кафедру історії філософії, яку обіймав до моменту закриття академії.
Паралельно з працею у академії, викладав у Фребелівському інституті та жіночих гімназіях.
1917 року на 1917–1918 років Помісному Соборі обраний членом Соборної ради.
10 липня 1917 року на засіданні Ради Київської духовної академії робить доповідь про можливість проведення богослужіння крім старослов'янської, російською та іншими мовами.
Вважав можливим богослужіння різними мовами, однак завважував, що перекладачі літургічних текстів будуть працювати над цим десятиліттями.
7 липня 1918 року на Всеукраїнському православному церковному соборі проросійська більшість ухвалила рішення щодо своїх противників — позбавлення делегатських мандатів прибічників автокефалії Православної церкви в Україні. Того дня було виключено 82 делегати, з них 46 членів колишньої Всеукраїнської православної церковної ради.
Серед виключених були:
- протоієреї Василь Липківський, Павло Погорілко, Нестор Шараївський,
- професори-ліберали Василь Екземплярський, П. Кудрявцев, Федір Міщенко.

З 11 липня — голова вченої ради при міністрі ісповідань. Увійшли відомі вчені — професори Київського університету Св. Володимира, Київської духовної академії, різних наукових установ — Ф. Міщенко, М. Мухін, В. Екземплярський, Володимир Науменко, Володимир Завітневич.
Був одним з найактивніших критиків патріаршества, суттєво впливав на прийняття соборних рішень. Не підтримав обновленського руху.
У 1919–1921 рр. — професор кафедри філософії Таврійського університету. Згодом працював у Візантологічній комісії Української академії наук (1926–1930-ті), 1930-го під час «чистки» вигнаний із лав науковців.
У серпні 1938 року був заарештований, однак вже у квітні 1939 року був звільнений, проте ув'язнення у його віці сильно підірвало здоров'я. Після звільнення продовжив роботу у Академії наук.
Похований в Києві.

## Твочий доробок
Серед його праць:
- 1899 — «Християнський погляд на життя», Київ,
- 1903 — «Щодо питання про відношення християнства до язичництва», Київ,
- 1904 — «До питання соучасного емпіризму» — «Праці Київської духовної академії», 1904,
- 1905 — «До питання про введення в гімназіях пропедевтичного курсу філософії», Київ,
- 1905 — «В царині церковно-приходського життя» (журнал «Керівництво для сільських священиків».
- 1914 — «Антологія божественної поезії»,
- 1914 — «Хвилі вічності у рсоійській літературі»,
- 1929 — «Єврейство, євреї та єврейська справа в творах Івана Франка»,
- 1930 — «Декілька сторінок із культурної історії давнього Києва. Бібліографічна довідка».

Загалом творчий доробок вченого становить близько 250 праць — монографій, книжок, статей, виступів.